# Bette Westera
Bette Westera (Velp, 20 juni 1958) is een Nederlands kinderboekenschrijfster. Van 1991 tot en met 2003 woonde en werkte ze op het Franciscaans Milieuproject Stoutenburg.
Bette Westera debuteerde met de kinderbijbelserie Heb je wel gehoord, die ze samen met haar moeder Mies Westera-Franke van 1990 tot 1995 schreef. In 1999 verscheen haar eerste prentenboek, getiteld Wil je met me trouwen. Daarna volgde een groot aantal boeken voor kinderen in de basisschoolleeftijd: prentenboeken, boeken met gedichten, voorleesboeken en boeken om zelf te lezen. Bette Westera werkt samen met verschillende illustratoren, onder wie Sylvia Weve, Loes Riphagen, Philip Hopman, Thé Tjong-Khing, Sieb Posthuma, Barbara de Wolf en Harmen van Straaten.

## Bekroningen
Het prentenboek Een opa om nooit te vergeten werd bekroond met een Vlag en Wimpel 2001, Golden Apple of Bratislava, Sankei Children’s Book Award en de Grand Prix for the Best Book.  Het boek had internationaal succes, met vertalingen in Frankrijk, Japan, Taiwan, Portugal, Korea, Denemarken en Duitsland.
In 2003 ontving Bette Westera een Vlag en Wimpel voor Alle hens aan dek, in 2006 kreeg ze deze prijs nogmaals, ditmaal voor Oma's rommelkamer.
In 2011 ontving ze een Zilveren Griffel voor Ik leer je liedjes van verlangen, en aan je apenstaartje hangen, een boek met 47 verdichte dierenverhalen, geïllustreerd door Sylvia Weve.
In 2013 werden twee boeken bekroond met een Vlag en Wimpel: Aan de kant! Ik ben je oma niet en Dat zou ík nooit doen!, dat ze samen met Naomi Tieman schreef. Beide boeken werden geïllustreerd door Sylvia Weve.
In 2014 werd haar prentenboek Held op sokken – met illustraties van Thé Tjong-Khing – bekroond met een Zilveren Griffel.
Voor Doodgewoon – een bundel  kindergedichten over de dood –  won Westera in 2015 twee belangrijke kinderboekprijzen: de Woutertje Pieterse Prijs - samen met illustrator Sylvia Weve - en, later dat jaar, de Gouden Griffel.  Door de bekroning van Doodgewoon ging voor het eerst in twintig jaar de Gouden Griffel weer naar een gedichtenbundel. Sylvia Weve kreeg voor haar illustraties  een Vlag en Wimpel van de Penseeljury. Naast de Gouden Griffel ontving Bette Westera in 2015 ook nog een Vlag en Wimpel voor haar prentenboek Kietel nooit een krokodil.
Voor Was de aarde vroeger plat? kreeg ze de Zilveren Griffel 2018 in de categorie poëzie en de Gouden Poëziemedaille 2018.
Uit elkaar leverde haar in 2020 de Woutertje Pieterse Prijs op, opnieuw samen met illustrator Sylvia Weve, en later dat jaar kreeg ze voor deze dichtbundel ook nog een Gouden Griffel en de Boekenleeuw. In 2020 volgde tevens een Zilveren Griffel voor Dit is geen Cobra.

## Liedjes en muzikale verhalen
Samen met haar man Diederik van Essel maakt Bette Westera kinderliedjes. Twee van haar liedteksten zijn genomineerd geweest voor de Willem Wilminkprijs. Hun liedjes zijn te horen op drie verschillende cd's bij boeken en in de voorstelling Laatjes met Liedjes, die ze spelen op scholen, in bibliotheken en theaters, op festivals en in boekwinkels.
In de serie Kinderklassiek van uitgeverij Gottmer schreef Bette Westera de teksten bij De vuurvogel, Peer Gynt, De schilderijententoonstelling en Babar. Ze bewerkte voor Universal Music Een Midzomernachtsdroom van Shakespeare, voorgelezen door Hadewych Minis

## Vertalingen
Bette Westera heeft een groot aantal vertalingen van rijmende prentenboeken op haar naam staan. Ze vertaalt meestal uit het Engels, soms uit het Frans, het Duits, het Noors of het Deens. Van de bekende Amerikaanse kinderboekenschrijver en -illustrator Dr. Seuss heeft ze inmiddels dertien titels vertaald, waaronder Groene eieren met ham en De kat met de hoed.

#### Eigen werk (selectie)
- Seks is niks geks Illustraties Sylvia Weve  (Samsara, 2021)
- Uit elkaar – illustraties Sylvia Weve(Gottmer, 2019) – Woutertje Pieterse Prijs 2020, Gouden Griffel 2020 en Boekenleeuw 2020
- Dag poes! – in samenwerking met Mies van Hout, Hans en Monique Hagen, Koos Meinderts en Sjoerd Kuyper (Uitgeverij Hoogland & Van Klaveren, 2017)
- Baby'tje in mama's buik (Gottmer, 2016) – Zilveren Griffel 2017
- Raad wat praat (Lannoo, 2015)
- Doodgewoon – illustraties Sylvia Weve  (Gottmer, 2014) – Woutertje Pieterse Prijs 2015, Gouden Griffel 2015
- Kietel nooit een krokodil – illustraties Thé Tjong-Khing  (Gottmer, 2014) - Vlag en Wimpel 2015
- Held op sokken – illustraties Thé Tjong-Khing (Gottmer, 2013)
- Krullen en blubbershampoo – De Fontein herdruk 2013
- Niet zoenen op de trampoline – De Fontein 2013
- Aan de kant, ik ben je oma niet! (Vlag & Wimpel 2013) – Gottmer 2012
- Ik wil een walvis! – Gottmer 2012
- Dat zou ik nooit doen! (i.s.m. Naomi Tieman, Vlag & Wimpel 2013) – De Fontein 2012
- De vrolijke tweeling – Gottmer 2012
- Miniheksen – De Fontein 2011
- Zullen we zwaaien (met cd) – Gottmer 2011
- Een opa om nooit te vergeten (Vlag & Wimpel 2001)– De Fontein herdruk 2010
- Hét Lijfboek (met cd) – Gottmer 2010
- Ik leer je liedjes van verlangen… (Zilveren griffel 2011) – Gottmer 2010
- Ober! Er zwemt een kwal door mijn soep – De Fontein 2009
- Alle hens aan dek (met luisterboek, Vlag & Wimpel 2003) – De Fontein herdruk 2008
- Eric Carle's dieren ABC – Gottmer 2008
- Mijn zusje achter het behang (met cd) – De Fontein 2008
- Zeg maar tegen de juf dat ik wat later kom – De Fontein  2008
- Oma’s rommelkamer (Vlag & Wimpel 2006) – Hillen 2005
- Ik geef je een zoen – Hillen 2005
- Ra ra, wie ben ik? –  Hillen 2004
- De raadselridder – Hillen 2003
- Het hoogste woord (co-auteur) – Kwintessens 2003
- Een opa om nooit te vergeten - Hillen 2000. Het boek kreeg de Pluim van de maand in juni 2000 en de illustrator Harmen van Straaten   won in 2001 de Gouden Appel op de Biennial of Illustrations Bratislava[2]
- Wil je met me trouwen? – Gottmer 1999

#### Vertaald werk (selectie)
Titels van Dr. Seuss
- Aan de andere kant van de heuvels van Horus - Gottmer 2015
- Heb jij wel door hoe gelukkig je bent? – Gottmer 2015
- De Fnuiken en andere verhalen – Gottmer 2014
- Gefeliciteerd, vandaag is jouw dag! – Gottmer 2014
- Hoe de Gniep de kerst stal – Gottmer 2012
- Horton hoort een Hun – Gottmer 2012
- De kat met de hoed – Gottmer 2004
- De kat met de hoed komt terug – Gottmer 2005
- Er zit een knak in mijn zak – Gottmer 2005
- Het voetenboek – Gottmer 2005
- Een dans op Jans – Gottmer 2004
- Een vis, twee vissen heel veel zeevissen – Gottmer 2004
- Groene eieren met ham – Gottmer 2004
- Op de wonderlijkste plaatsten – Gottmer 2004
- Slaapboek – Gottmer 2004 / 2012

Titels van Julia Donaldson en Alex Scheffler
- Stap maar op mijn bezemsteel – Gottmer 2001 / 2012
- Superworm – Gottmer 2012
- De wegpiraat – Gottmer 2011
- Draak Dries – Gottmer 2010
- Wat het lieveheersbeestje hoorde – Gottmer 2009

## Bestseller 60
| Boeken met noteringen in de Nederlandse Bestseller 60 | Jaar van verschijnen | Datum van binnenkomst | Hoogste positie | Aantal weken | Opmerkingen                                                                               |
| ----------------------------------------------------- | -------------------- | --------------------- | --------------- | ------------ | ----------------------------------------------------------------------------------------- |
| Doodgewoon                                            | 2014                 | 14-10-2015            | 11              | 2            | in samenwerking met Sylvia Weve                                                           |
| Dag poes!                                             | 2017                 | 02-10-2017            | 17              | 6            | in samenwerking met Mies van Hout, Hans en Monique Hagen, Koos Meinderts en Sjoerd Kuyper |
| Held op sokken                                        | 2013                 | 30-09-2020            | 34              | 2            | in samenwerking met Thé Tjong-Khing                                                       |
| Uit elkaar                                            | 2019                 | 09-10-2020            | 37              | 2            | in samenwerking met Sylvia Weve                                                           |